# Klippenmöwe
Die Klippenmöwe (Rissa brevirostris) ist eine mittelgroße subarktische Vogelart aus der Unterfamilie der Möwen (Larinae) und wird zusammen mit der Dreizehenmöwe (Rissa tridactyla) in die Gattung Rissa eingeordnet.
Die IUCN stuft die Klippenmöwe mittlerweile als gefährdet (vulnerable) ein, weil es in den letzten vier Jahrzehnten einen deutlichen Bestandsrückgang gegeben hat. Der Bestand beträgt maximal 500.000 geschlechtsreife Individuen und scheint sich in den letzten Jahren stabilisiert zu haben. Es ist deswegen möglich, dass die IUCN den Status auf potentiell gefährdet (near threatened) ändert.

## Merkmale
Die 36 bis 39 Zentimeter große Klippenmöwe ist leicht mit der etwas größeren Dreizehenmöwe zu verwechseln. Im Prachtkleid sind Kopf, Hals, Schwanz, Rumpfunterseite sowie der größte Teil der Unterflügel weiß. Der Rücken und die Flügeloberseite sind dunkelgrau, die Spitzen der äußeren Handschwingen sind schwarz. Unterscheidungsmerkmale zur Dreizehenmöwe sind die korallenroten Beine und Füße, die bei der Dreizehenmöwe überwiegend schwarz sind, der kürzere gelbe Schnabel und die dunkler graue Oberseite. Ihre dunkelbraunen Augen sind etwas größer als jene der Dreizehenmöwe. Außerhalb der Brutzeit tragen Klippenmöwen auf beiden Seiten des Kopfes hinter dem Auge einen diffusen schwarzen Fleck. Junge Klippenmöwen im ersten Jahr ähneln im Aussehen den erwachsenen Vögeln. Sie haben jedoch einen schwarzen Schnabel und können durch die weißen Schwanzfedern von anderen Jungvögeln verwandter Arten unterschieden werden.

## Ernährung

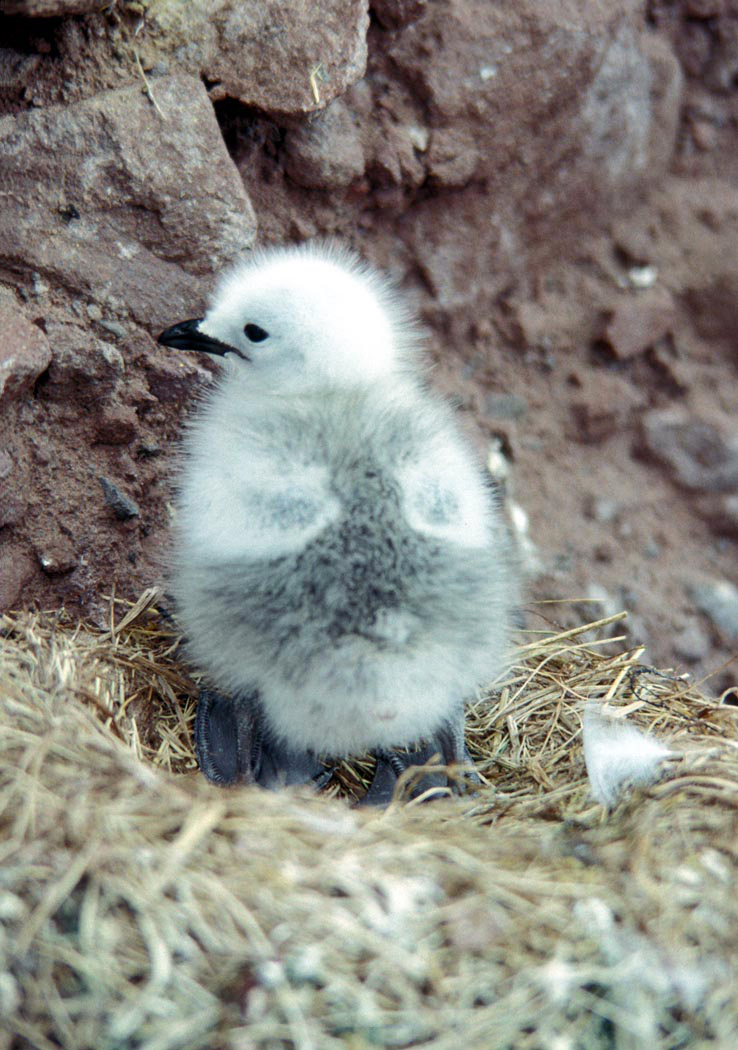
Küken der Klippenmöwe auf Saint George in Alaska

Klippenmöwen ernähren sich überwiegend von planktonischen kleinen Fischen, Kalmaren, Crustaceen und Mollusken. Bei ihren Beutezügen jagen sie oft zusammen mit der Dreizehenmöwe.
Sie verfolgen ihre dicht unter der Wasseroberfläche schwimmende Beute über dem Wasser, tauchen ein oder  sammeln sie von der Wasseroberfläche ab. Durch ihre größeren Augen haben sie auch den Vorteil, Fische in der Dämmerung oder in der Nacht sichten und jagen zu können.

## Fortpflanzung
Gebrütet wird in großen Kolonien zusammen mit anderen Vogelarten wie unter anderem mit der Dreizehenmöwe (Rissa tridactyla), der Dickschnabellumme (Uria lomvia), dem Hornlund (Fratercula corniculata), dem Rotschnabelalk (Aethia psittacula) oder dem Gelbschopflund (Fratercula cirrhata). Ihre Schlamm- und Grasnester erbauen sie an den Klippen entlang der Küste auf kleinen Simsen und Felsbändern bevorzugt unter Überhängen und in den höheren Klippenregionen ab einer Höhe von 200 bis 300 Metern. Sie beziehen dabei sehr schmale Felsbänder und stehen dadurch nicht in Konkurrenz zu Dreizehenmöwen, die breitere Bänder zur Nestanlage bevorzugen. An ihren Brutplätzen sind die Klippenmöwen relativ sicher vor Raubsäugern. Ein Gelege besteht aus einem Ei; selten aus zwei Eiern. Am Nestbau sowie an dem Brutgeschäft und an der Aufzucht der Jungen sind beide Altvögel beteiligt. Die Küken verlassen etwa nach fünf Wochen das Nest. Nehmen die Jungvögel während der Entwicklungszeit zu wenig an lipidreicher Nahrung auf, wachsen sie langsamer und produzieren mehr Stresshormone.

## Verbreitung

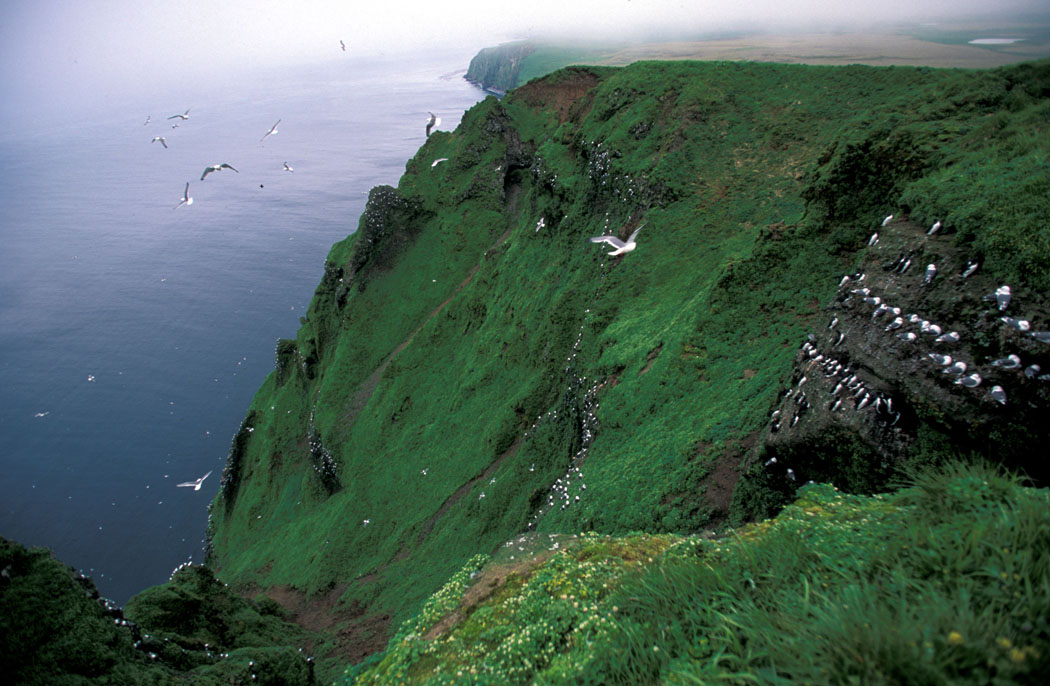
Brutkolonie der Klippenmöwe auf Saint George in Alaska

Die Klippenmöwe hat im Gegensatz zur Dreizehenmöwe nur ein sehr kleines Verbreitungsgebiet. Die Art kommt ausschließlich am Beringmeer vor, die Brutkolonien beschränken sich auf vier Orte: Die zu Alaska gehörenden Bogoslof-Inseln, die Pribilof-Inseln und die Buldir-Insel sowie die russischen Kommandeurinseln. Mehr als 75 % des Bestandes brütet auf der zu den Pribilofs gehörenden Insel St. George. Seit den siebziger Jahren ist der Bestand brütender Paare stark zurückgegangen. Neuesten Untersuchungen zufolge erholen sich die Bestände jedoch wieder langsam. Nachdem die Jungvögel das Nest verlassen haben, ziehen die Altvögel bis zur nächsten Brutperiode auf das offene Beringmeer. Über ihre Lebensweise in den Wintergebieten ist wenig bekannt.

## Ursachen des Populationsrückganges

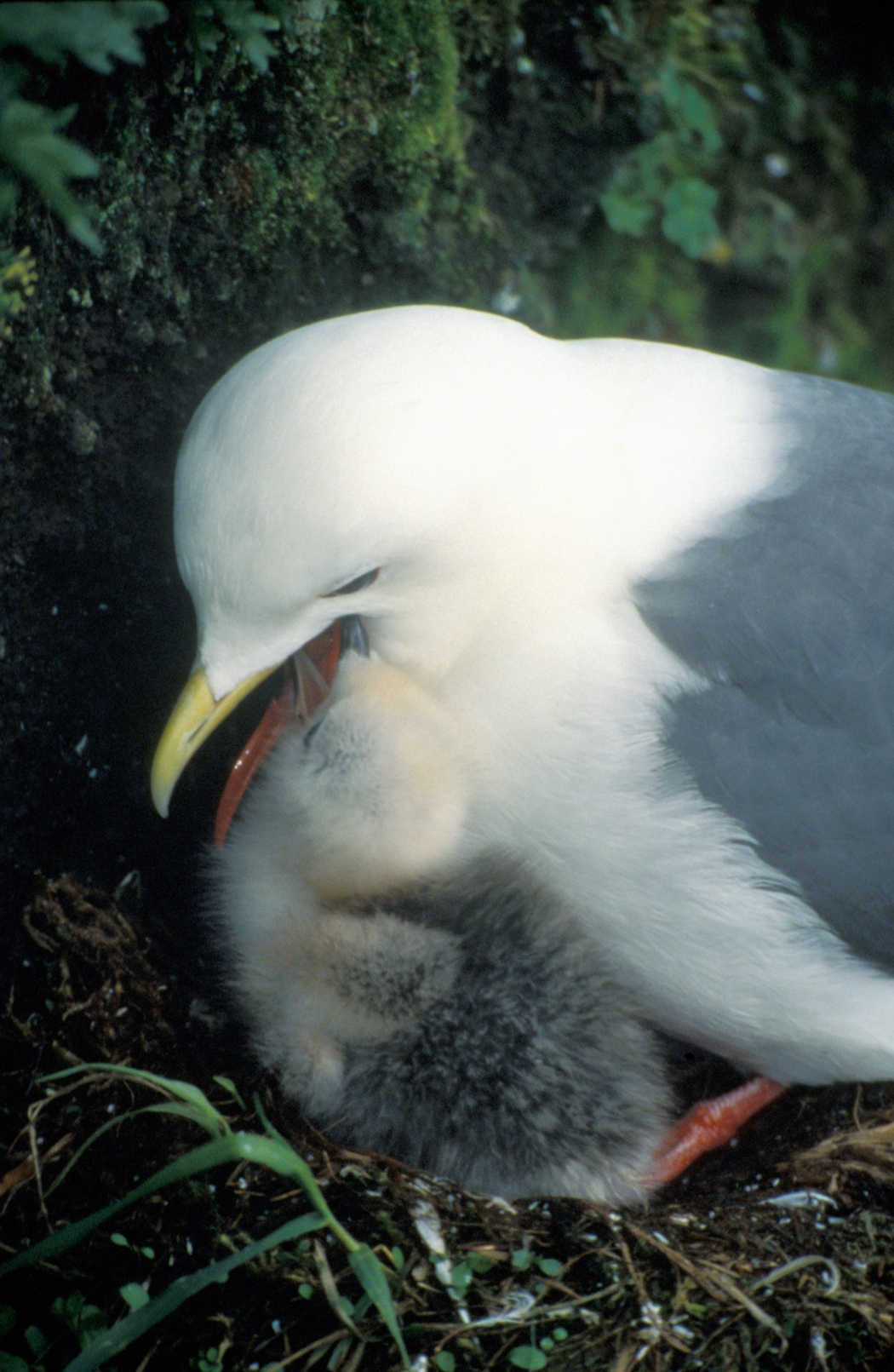
Ein Altvogel füttert sein Jungtier

Heranwachsende Klippenmöwen benötigen eine bestimmte Menge an Fetten in ihrer Nahrung. Klimaveränderungen dezimierten die Anzahl an fettreichen Beutefischen und es kam zu einem Überangebot von fettarmen Fischen. Da auch die Bestände anderer Seevogelarten in der Beringsee im Nordpazifik seit den 70er Jahren stark zurückgegangen sind und fehlender Nachwuchs zur Erhaltung der Populationen ausgeschlossen werden konnte, haben Wissenschaftler untersucht, wie die Erwärmung des Beringmeers und das daraus resultierende mangelnde Angebot an fettreichen Beutefischen die Bestände beeinflussen könnte.